# باسیرا توره

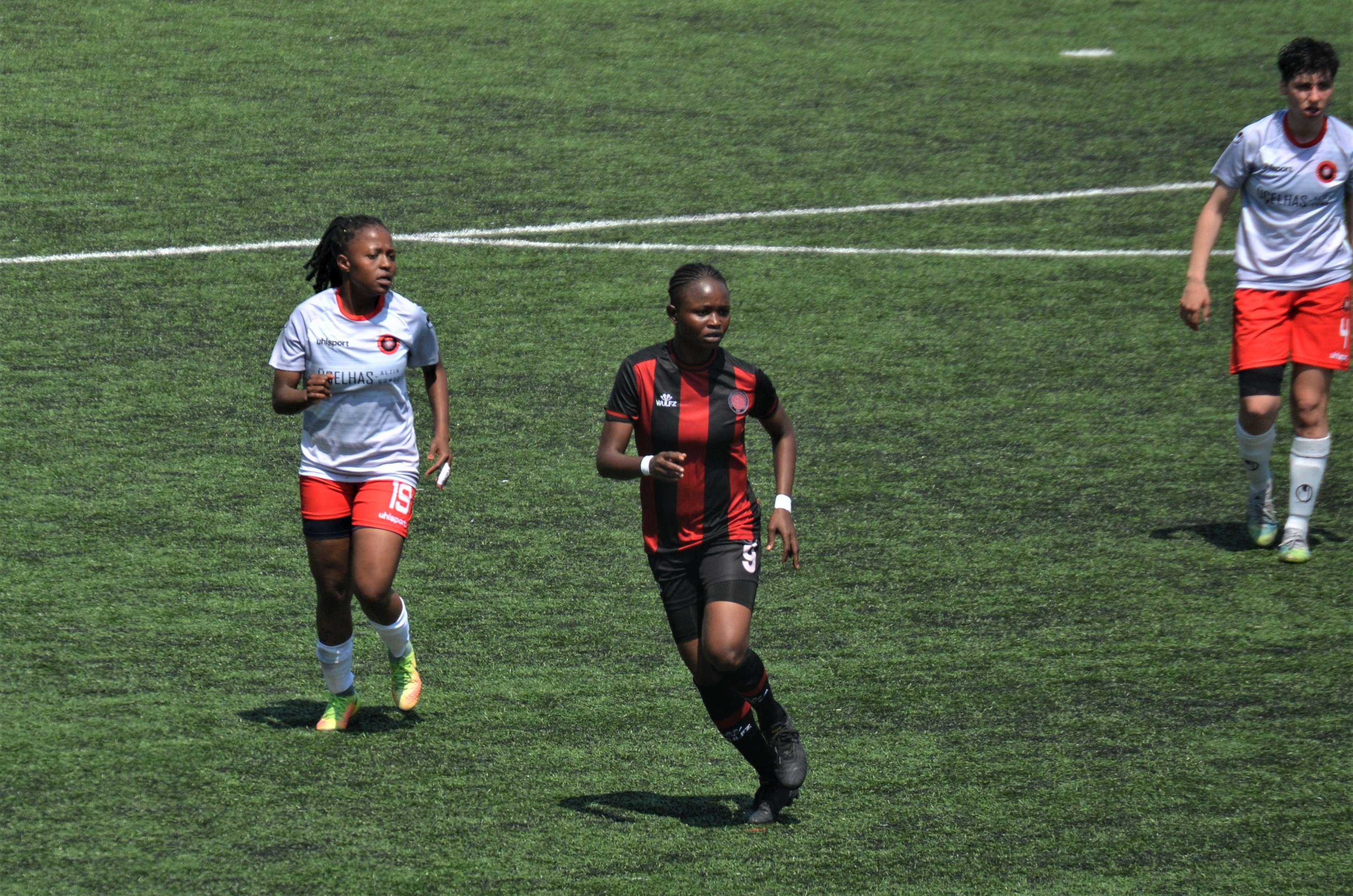
باسیرا توره بازیکن فوتبال اهل مالی است.

باسیرا توره (انگلیسی: Bassira Touré؛ زادهٔ ۶ ژانویهٔ ۱۹۹۰) بازیکن فوتبال اهل مالی است.
وی همچنین در تیم ملی فوتبال Mali بازی کرده‌است.